# Helota gemmata
Helota gemmata is een keversoort uit de familie Helotidae. De wetenschappelijke naam van de soort is voor het eerst geldig gepubliceerd in 1874 door Gorham.